# Mike Haridopolos
Michael John Haridopolos, detto Mike (Huntington, 15 marzo 1970), è un politico statunitense, membro della Camera dei Rappresentanti per lo stato della Florida dal 2025.

## Biografia
Nato ad Huntington in una famiglia di immigrati greci, Haridopolos si laureò presso l'Università dell'Arkansas.
Successivamente lavorò come docente di storia al college e presso l'Università della Florida.
Nel 2000, Haridopolos entrò in politica con il Partito Repubblicano e si candidò alla Camera dei rappresentanti della Florida; vinse le primarie con oltre trenta punti percentuali e successivamente si aggiudicò anche le elezioni generali. Gli elettori gli conferirono un secondo mandato nel 2002 con il 79% dei voti.
Nel gennaio 2003, alla morte di Howard Futch, Haridopolos prese parte alle elezioni speciali indette per riassegnare il suo seggio al Senato della Florida. Vinse le primarie repubblicane con l'84% dei voti e ottenne il 63% dei voti nelle generali, venendo eletto.
Nel 2008, alla notizia del ritiro del deputato Dave Weldon, Haridopolos venne menzionato tra i possibili candidati al Congresso; questi, tuttavia, decise di non candidarsi e appoggiò per le elezioni il compagno di partito Bill Posey, che venne poi eletto.
Nel 2009, Mike Haridopolos venne eletto presidente del Senato. Come gesto simbolico, appena insediato decise di far rimuovere le porte dal suo ufficio al Senato, impegnandosi di fatto ad adottare una politica trasparente e aperta a tutti durante il suo mandato da presidente.
In prospettiva della tornata elettorale del 2012 lasciò il seggio, sfidando il democratico in carica Bill Nelson per suo il seggio al Senato degli Stati Uniti d'America. Il Washington Post lo definì "uno degli astri nascenti del Partito Repubblicano dello stato". Tuttavia, nel mese di luglio, si ritirò ufficialmente dalla competizione, pur avendo fino ad allora raccolto oltre 3 milioni e mezzo di dollari per la sua campagna elettorale.
La sua candidatura era stata sostenuta da svariati esponenti politici, tra cui l'ex governatore dell'Arkansas Mike Huckabee, il deputato Connie Mack IV e il commissario per l'agricoltura Adam Putnam.
Dopo aver lasciato il seggio al Senato della Florida, Haridopolos lavorò come lobbista e continuò ad insegnare all'università. Nel 2019, fu co-autore di un libro intitolato The Modern Republican Party in Florida, incentrato sull'ascesa del Partito Repubblicano in Florida dagli anni cinquanta fino alle elezioni del 2018.
Nel 2024, annunciò la propria candidatura per la Camera dei rappresentanti, dopo l'annuncio del ritiro di Bill Posey. Haridopolos ottenne il sostegno pubblico del deputato uscente e di altri esponenti politici nazionali, tra cui Donald Trump, Ron DeSantis, Marco Rubio e Rick Scott. Si aggiudicò le primarie repubblicane con il 72% dei voti e vinse anche le elezioni generali con il 62% delle preferenze, divenendo così deputato.